# Espumas Flutuantes
Espumas Flutuantes é o título do livro escrito pelo poeta brasileiro Castro Alves. Publicado em 1870, constitui uma das obras essenciais da poesia condoreira (terceira geração do Romantismo brasileiro).

## Detalhes da Obra
Os 54 poemas reunidos em Espumas flutuantes (1870) sintetizam todas as características inovadoras de Castro Alves. O título incomum transmite uma poderosa idéia de transitoriedade: o desalentado poeta sente sua vida esvair-se, como as espumas no mar agitado, frente à iminência da morte (de fato, ele morreria menos de 1 ano após a publicação, em 1871). A antologia inclui poemas notáveis, como: O livro e a América, Ahasverus e o gênio, Mocidade e morte, Adormecida, Ode ao dois de julho, entre tantos outros.
A obra, única publicada pelo poeta em vida, foi acatada pela crítica com enorme admiração e respeito, consagrando Castro Alves, então estudante do 4º ano de Direito, no cenário literário brasileiro. Tal aceitação permitiu que seus trabalhos póstumos fossem compilados, entre os quais está a monumental poesia épica Os Escravos (em que se destaca o famosíssimo poema O Navio Negreiro).
Castro Alves dedica sua antologia à memória do pai, o médico Antônio José Alves; da mãe, D. Clélia Brasília da Silva Castro (filha natural do Herói da Independência da Bahia, Major Silva Castro) e de seu irmão - todos prematuramente falecidos.

### Versos flutuantes
No "Prólogo", Castro Alves pergunta "o que são na verdade estes meus cantos?", para adiante responder:
"Como as espumas, que nascem do mar e do céu, da vaga e do vento, eles são filhos da musa – este sopro do alto; do coração – este pélago da alma. E como as espumas são, às vezes, a flora sombria da tempestade, eles por vezes rebentaram ao estalar fatídico do látego da desgraça(…)"
Em tom muitas vezes grandiloquente, os versos surgem, como verdadeiros exemplares do Romantismo, eivados de carregadas figuras de linguagem.
É assim que relembra amores - consumados ou não - e desfere o ardor que o final da paixão com a atriz Eugênia Câmara lhe causara - uma "Immensis orbibus anguis", que: "Assim bebeu-te a vida, a mocidade e a crença / Não boca de mulher… mas de fatal serpente!…"
O estilo épico, revelado posteriormente em poemas como "Vozes d'África", surge na "Ode ao Dous de Julho" - referência à mesma data da Independência da Bahia na qual lutara ao avô.

### Início: um canto à leitura
Antevendo a necessidade do incentivo à leitura no Brasil (e de Castro Alves afirmou Fausto Cunha era dotado de "um sentido divinatório que lhe insuflava soluções difíceis de esperar no seu tempo"), o poeta traz uma bênção a todos que dedicam-se a este labor: O LIVRO E A AMÉRICA, é o primeiro poema, de seu primeiro livro…
Oh! Bendito o que semeia
Livros… livros à mão cheia…
E manda o povo pensar!
O livro cainda n'alma
É germe - que faz a palma,
É chuva - que faz o mar.
(…)
Bravo! a quem salva o futuro!
Fecundando a multidão!…
Num poema amortalhada
Nunca morre uma nação.

### Conclusão
O livro reúne 53 poemas. Apesar da juventude, de ser o primeiro livro, revela um poeta amadurecido, consciente de sua capacidade e capaz de, ante seu "Aves de Arribação", colher o seguinte comentário de Eça de Queirós, quando lia-lhe o poema Eduardo Prado - interrompendo-o na altura dos versos "Às vezes quando o sol nas matas virgens / A fogueira das tardes acendia…":
"Aí está, em dois versos, toda a poesia dos trópicos".